# 布什尔老鹰足球俱乐部
布什尔老鹰足球俱乐部（波斯语: باشگاه فوتبال شاهین پارس جنوبی بوشهر），伊朗布什尔市的一个足球俱乐部。